# Joe Medicine Crow
Joseph Medicine Crow, dont le nom crow est High Bird (né le 27 octobre 1913 et mort le 3 avril 2016), est un écrivain et historien amérindien Crow des États-Unis. Ses écrits sur l'histoire des Amérindiens et leur culture font autorité, mais il est surtout connu pour son œuvre entourant la bataille de Little Bighorn. 
Au cours de sa vie, il a obtenu de nombreux prix, dont la médaille présidentielle de la Liberté, la Bronze Star et l'Ordre national de la Légion d'honneur. Au cours de la Seconde Guerre mondiale, il devient le dernier chef de guerre de la tribu Crow en accomplissant les 4 tâches requises durant le conflit. Il est membre fondateur du Traditional Circle of Indian Elders & Youth.

## Biographie
Joseph Medicine Crow (son nom Crow est High Bird) naît dans la réserve indienne Crow (en), près de Lodge Grass (Montana), d'Amy Yellowtail et de Leo Medicine Crow.